# Richard Simon

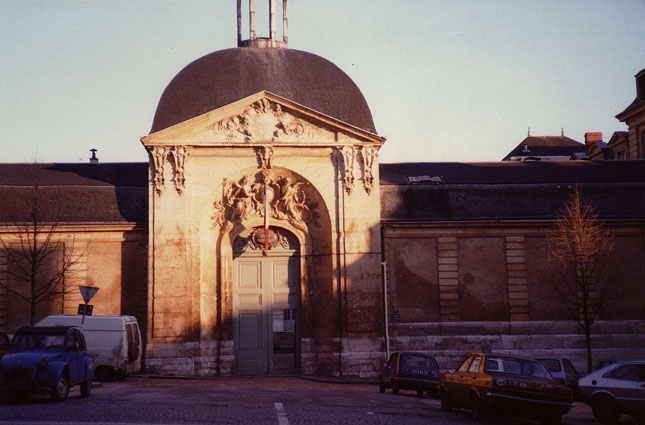
Entrada principal del Colegio de Borbón (Ruan).

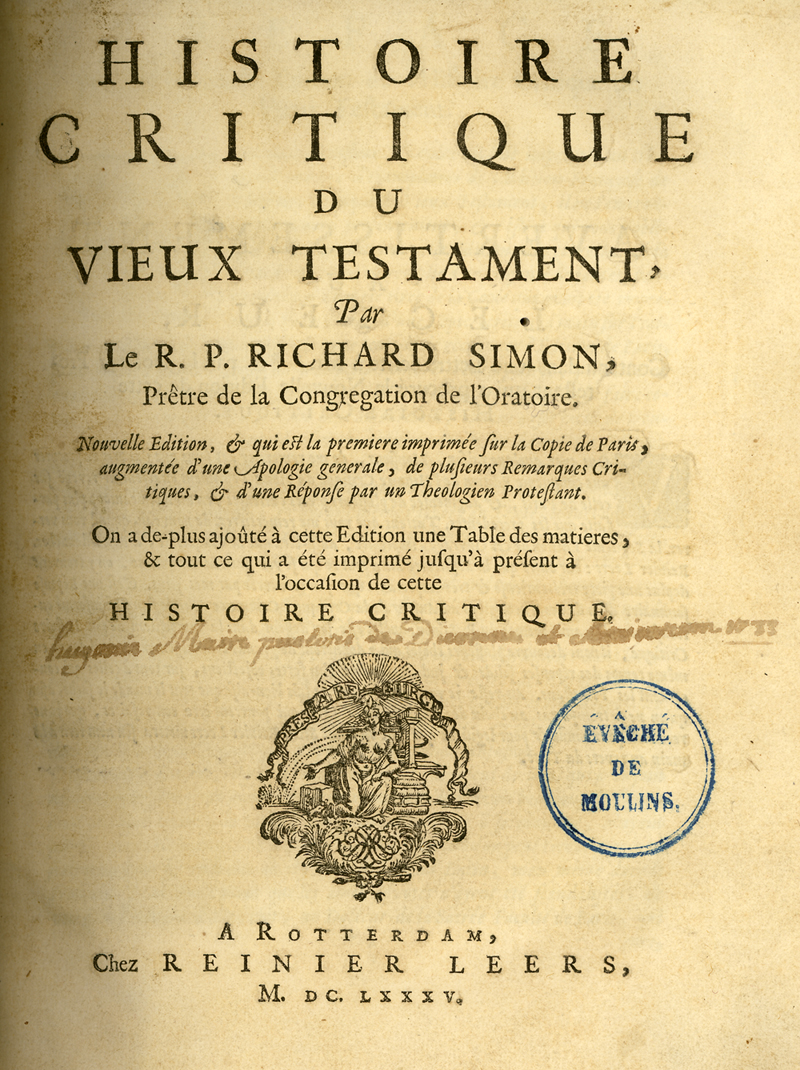
Portada de la Historia crítica del Antiguo Testamento, editada en Holanda en 1685.

Richard Simon (Dieppe, 1638-1712) Sacerdote francés, iniciador de la exégesis bíblica moderna en la Iglesia Católica.
Nació en Dieppe (Normandía). Estudió Griego y Humanidades en el colegio de los oratorianos en esa misma ciudad y Lógica en el de los jesuitas de Ruan, donde recibió una formación intelectual de influencia molinista y de un cierto antiagustinismo. Después marchó a París para estudiar Teología, interesándose especialmente por el Hebreo y el Siríaco. En estos años de formación fue adquiriendo un marcado espíritu de investigación y rigor. Ingresó en la Congregación del Oratorio en 1662 y fue ordenado sacerdote en 1670.
El contenido de algunos de sus escritos y ciertas dificultades por su carácter irritable le atrajeron la enemistad de los jansenistas de Port-Royal y de los benedictinos de Fécamp, que llegaron a acusarlo de "jesuitismo", en un momento en el que las tendencias galicanas hacían de estas acusaciones un asunto peligroso.

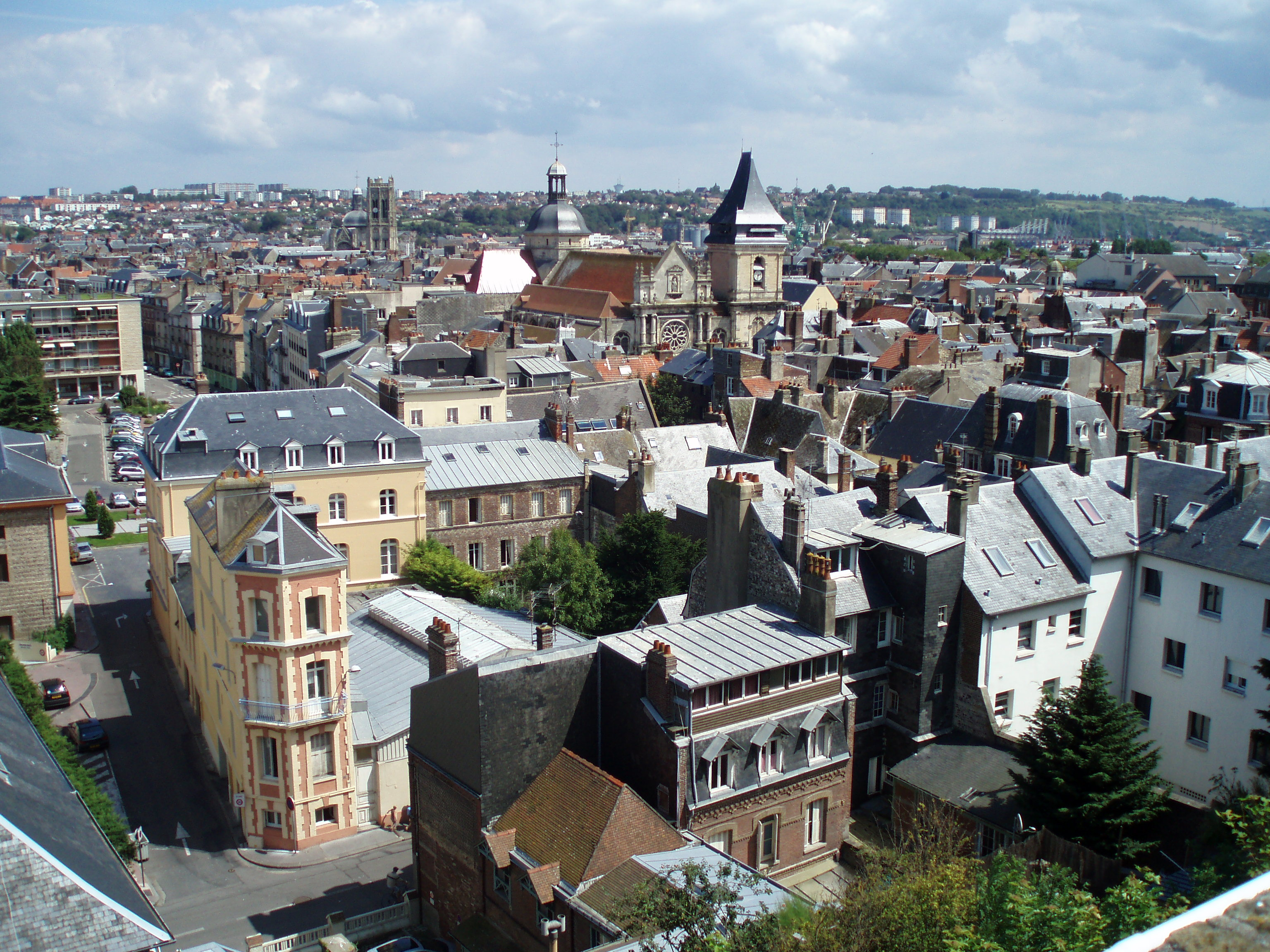
Dieppe (Normandía).

En 1678 comenzó la edición de la Historia crítica del Antiguo Testamento, habiendo pasado la censura de la Sorbona y teniendo la autorización de la Congregación del Oratorio. En ella hacía notar la existencia en el Pentateuco de contenidos duplicados, divergencias importantes y estilos diversos que no permitían atribuir la autoría del conjunto de los libros a Moisés. La novedad que aportaba consistía en concebir el texto bíblico como una composición en diferentes estratos.
Richard Simon confiaba en poder dedicar esta obra a Luis XIV. Para ello buscó el apoyo del confesor del rey, el jesuita La Chaise y del duque de Montausier, gobernador de Normandía y ex hugonote. Como el rey estaba ausente de Francia, no pudo cumplirse este deseo ni la publicación completa del trabajo, sino que fue puesto en circulación por capítulos. La obra fue fuertemente combatida por sus opositores. Esta polémica llegó hasta Bossuet, obispo y preceptor del Delfín, con fuerte ascendiente sobre el rey. Bossuet era un firme defensor del absolutismo monárquico y del galicanismo, al que veía en peligro por los escritos de los intelectuales liberales, las teorías democratizantes o planteamientos como el tiranicidio defendido en ambientes de influencia jesuítica.
Como consecuencia, la obra fue requisada por la policía y sus enemigos oratorianos lograron expulsarlo de la Congregación, pasando a ser párroco en el pequeño pueblo de Bolleville, en Normandía. Como no llegó a superar la oposición de Bossuet, terminó editando la obra en Holanda, en 1685. Cuatro años más tarde, publicó también en Holanda su Historia crítica del texto del Nuevo Testamento.
Murió en Dieppe y fue enterrado en la iglesia de Saint-Jacques, el mismo lugar donde había sido bautizado.

## Obras
- Fides Ecciesiae orientalis, seu Gabrielis Metropolitae Philadelphiensis opuscula, cum interpretatione Latina, cum notis, París 1671.
- Cérémonies et coutumes qui s’observent aujourd’hui parmi les Juifs, París, 1674.
- Histoire critique du Vieux Testament, París 1678, Róterdam, 1685.
- Histoire critique du texte du Nouveau Testament, Róterdam, 1689.
- Histoire critique des versions du Nouveau Testament, Róterdam, 1690.
- Histoire critique des principaux commentaires du Nouveau Testament, Róterdam, 1693.
- Nouvelles observations sur le texte et les versions du Nouveau Testament, París, 1695.
- Le Nouveau Testament de notre Seigneur Jésus Christ, traduit sur l’ancienne édition, avec des remarques littérales et critiques sur les principales difficultés, Trévoux, 1702.

- Datos: Q1345478
- Multimedia: Richard Simon / Q1345478